# Arzobispo
Arzobispo ili Juan Amarillo je rijeka u Kolumbiji, lijeva pritoka rijeke Bogote. Pripada porječju rijeke Magdalene.